# Metz (Missouri)
Pour les articles homonymes, voir Metz (homonymie).
Pour la ville française, voir Metz.
Metz est une municipalité du comté de Vernon, dans le Missouri, aux États-Unis.
Selon le recensement de 2010, Metz compte 49 habitants. La municipalité s'étend sur 0,13 mille carré (0,34 km2).
D'abord appelée Pleasant Valley, la ville adopte son nom actuel en référence au siège de Metz lors de la Guerre franco-allemande de 1870. En 1890, alors qu'elle compte 80 habitants, la ville est déplacée vers le sud pour se rapprocher du chemin de fer. En 1907, Metz devient une municipalité, avec le statut de village. Selon le Bureau du recensement des États-Unis, elle a aujourd'hui le statut de town.

## Démographie
| Groupe            | Metz | Missouri | États-Unis |
| ----------------- | ---- | -------- | ---------- |
| Blancs            | 93,9 | 82,8     | 72,4       |
| Amérindiens       | 6,1  | 0,5      | 0,9        |
| Autres            | 0    | 16,7     | 26,7       |
| Total             | 100  | 100      | 100        |
|                   |      |          |            |
| Latino-Américains | 0    | 3,6      | 16,7       |

Selon l'American Community Survey, pour la période 2011-2015, 100 % de la population âgée de plus de 5 ans déclare parler l'anglais.